# ラルフ・コープランド

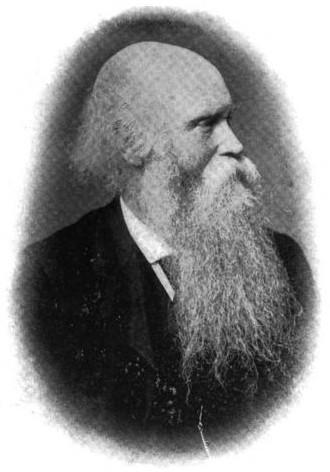
ラルフ・コープランド

ラルフ・コープランド(Ralph Copeland、1837年9月3日 - 1905年10月27日)は、イギリスの天文学者であり、3人目のスコットランド王室天文官である。
コープランドは、ランカシャーのムーアサイド農場で生まれた。5年間をオーストラリアで過ごし、そこで天文学に興味を持った。1858年にイギリスに戻り、技術者としての道に進んだ。
天文学への興味を熱心に追い求め、コープランドは小さな天文台を作った。技術者としての職を辞し、ドイツに留学してゲッティンゲン大学で天文学を学んだ。ウィリアム・パーソンズからの金銭的支援を得てイギリスに戻った際には、コープランドはドイツの天文学の手法を持ち帰った。後に、彼はヴィルヘルム・ローゼ等の多くのドイツ人を助手に採用した。
その後、コープランドはジェームズ・リンゼーの所有するDun Echt天文台で働いた。コープランドは世界中に観測旅行に頻繁に出かけ、それぞれモーリシャスとジャマイカで1874年と1882年の金星の日面通過を観測し、その他の天文現象をグリーンランドからも観測した。
1889年1月29日、コープランドはスコットランド王室天文官になるとすぐに、エディンバラのシティ天文台で働き始めた。彼は、新しい天文台の建設場所を選ぶ仕事を与えられ、最終的にエディンバラのブラックフォードヒルを選定した。かつての後援者であったジェームズ・リンゼーがDun Echt天文台から新しい天文台に観測機器を寄贈し、1896年に天文台は1896年に開設した。
コープランドは、死去するまでスコットランド王室天文官を務めた。1905年に死去すると、エディンバラのモーニングサイド墓地に葬られた。
コープランドは、ほとんどはウィリアム・パーソンズの72インチ反射望遠鏡を用いて、35個のNGC天体を発見した。Dun Echt天文台の可視光分光計とアラスカ遠征では、惑星状星雲を発見した。しし座の7つの銀河NGC 3745、NGC 3746、NGC 3748、NGC 3750、NGC 3751、NGC 3753、NGC 3754は、有名なコープランドの七つ子を形成している。
コープランドは2度結婚し、6人の子供を儲けた。フランス語、ドイツ語、ペルシア語が流暢であった。

## 命名
カナダブリティッシュコロンビア州レベルストローク北西のモナシー山脈にあるコープランド山は、1939年に彼の名前に因んで名付けられた。この山はコープランド尾根の山頂で、近隣にはコープランド川もある。コープランド山では、1971年7月1日から1972年6月30日にかけて、カナダ国内における1シーズンの最高積雪記録が樹立された。

## 関連文献
- Dreyer, J. L. E. (1906). “Ralph Copeland”. Monthly Notices of the Royal Astronomical Society 66:  164–174. Bibcode: 1906MNRAS..66..164..